# Theory of a Deadman
Theory of a Deadman é uma banda canadense de rock de Delta, Colúmbia Britânica, formada em 2001.

## História
Theory of a Deadman lançou o álbum auto-intitulado em 17 de setembro de 2002.
Em 29 de março de 2005, a banda lançou seu segundo álbum, Gasoline. Depois do lançamento deste disco, o grupo saiu em turne com o Shinedown e o No Address. Em março daquele ano, Theory começou uma turnê promocional, com as atrações de Breaking Benjamin e The Exies. As canções Gasoline apareceram na trilha sonora do videogame de 2005 Fahrenheit, que foi lançada com o nome "Indigo Prophecy" nos Estados Unidos.
A banda também apresentou a canção tema do No Way Out 2006 do WWE, uma versão cover do "Deadly Game" do álbum WWE Anthology. A canção foi lançada no álbum WWE Wreckless Intent. Eles também fizeram um cover da canção "No Chance In Hell". Esta música foi lançada no WWE The Music, Vol. 8 em 25 de março de 2016.
Em 1 de abril de 2008, a banda lançou seu terceiro álbum, Scars & Souvenirs, que teve oito faixas lançadas como single, "So Happy", "By the Way", "Little Smirk", "Bad Girlfriend", "All or Nothing", "Hate My Life", "Not Meant to Be" e "Wait for Me". A canção "By the Way" conta com o vocal de Chris Daughtry. Em 6 de abril de 2008, eles tocaram no Juno Award em Calgary, Alberta, após vários shows no Canadá.
Theory of a Deadman, junto com Hinder, apoio o Mötley Crüe durante a '08/winter '09 tour. Eles também tocaram no Crüe Fest 2.
Total Nonstop Action usou a canção "With without you" do Theory of a Deadman, do álbum Critical Acclaim, para o seu video de 2008. A canção também seria usada pelo Sun Sports como música dos melhores momentos dos jogos do Miami Heat de 2010-11.
Em 9 de abril de 2009, Scars & Souvenirs recebeu a certificação de disco de ouro pela RIAA, ao passar da marca das 500 mil cópias vendidas nos Estados Unidos.]
Em 12 de julho de 2011, a banda lança seu quarto álbum The wall..., até então com dois singles, Lowlife e Diary of Jane. O álbum já estava disponível para download na internet no dia 8 de julho, 4 dias antes de seu lançamento. Esse novo álbum foi considerado, a princípio, mais baladeiro do que os outros e mostra que a banda busca uma espécie de renovação nas suas músicas, apesar de algumas músicas ainda lembrarem seus álbuns anteriores.

## Membros
- Tyler Connolly – vocal e guitarra (2001–presente)
- Dave Brenner – guitarra (2001–presente)
- Dean Back – baixo (2001–presente)
- Joey Dandeneau – Bateria (2009–presente)

## Discografia
Álbuns de Estúdio
- Theory of a Deadman (2002)
- Gasoline (2005)
- Scars & Souvenirs (2008)
- The Truth Is... (2011)
- Savages (2014)
- Wake Up Call (2017)
- Say Nothing (2020)

EPS
- Angel Acoustic EP (2015)